# Łuczanowice
Łuczanowice – obszar Krakowa wchodzący w skład Dzielnicy XVII Wzgórza Krzesławickie. Leżą w północno-wschodniej części miasta i od północy graniczą z Dojazdowem, od południowego wschodu z Wadowem, od zachodu z Luboczą, a od wschodu z Krzysztoforzycami. Łucjanowice to wcześniejsza nazwa wsi. Nazwa ma charakter patronimiczny, co może oznaczać, iż właścicielem wsi był pierwotnie syn mężczyzny o imieniu Lucjan/Łucjan.

## Historia
Wieś miała układ sakowy – trójkątny plac był otoczony zagrodami u zbiegu dróg. W 1381 należała do Piotra zw. Głazem z Łuczanowic. Należała do parafii w Ruszczy. W 1509 A. Kurozwęcki przekazał je w darze lekarzowi królewskiemu, Patavinie (z wyjątkiem części czynszu zapisanego Collegium Maius). Od XVI do XIX wieku wieś należała do rodziny Żeleńskich z Żelanki, którzy najpierw przystali do braci polskich, a potem zmienili wyznanie na kalwinizm i mocno propagowali nowo przyjętą wiarę. Od 1591 we dworze łuczanowickim odbywały się nabożeństwa protestanckie. Pamiątką tego jest istniejąca do dziś kaplica (wybudowana w 1636) i kopiec na cmentarzu dysydenckim (gdzie pochowani są protoplaści rodu). W 1636 odbył się zjazd dysydentów religijnych wyznania augsburskiego i kalwińskiego, na którym zawarto unię. Gminę w Łuczanowicach zamknięto wyrokiem trybunalskim w 1687 roku, jednak nabożeństwa dalej się odbywały, lecz nieoficjalnie. W 1787 M. Żeleński zbudował nowy dwór i postawił cmentarz gdzie pochował szczątki swoich przodków (istnieje do dziś). Zabytkowy dwór z XVIII w. zawalił się po reformie rolnej i zostało tylko neogotyckie skrzydło, zaprojektowane przez Tadeusza Stryjeńskiego i wystawione w 1902 przez hr. Władysława Mycielskiego, które połączone zostało z kaplicą. Od 1858 wieś należała kolejno do hr. Rzewuskiego, hr. Gaetano, hr. Mycielskich, licząc ponad 300 morgów roli, 130 morgów lasu, 50 – łąk i pastwisk. 

Łuczanowice włączono do Krakowa 1 stycznia 1973 jako osiedle dzielnicy Nowa Huta. Od 1991 osiedle jest częścią  Dzielnicy XVII.
Obecnie na terenie osiedla znajdują się: 2 sklepy spożywczo-przemysłowe, piekarnia, Ośrodek Kultury, zakład blacharski, kilka zakładów samochodowych, zakład instalacji wodnych i kanalizacyjnych oraz park. Mieści się tu także plac zabaw, boisko i kort. Znajduje się tu kaplica rzymskokatolicka parafii św. Grzegorza w Ruszczy oraz Dwór Mycielskich.

## Cmentarz kalwiński
Znajduje się w zachodnim krańcu wsi, na wzgórzu, w kępie drzew. Jego środkową część stanowi tzw. Kopiec Lutrów, wysoki na ok. 4 m, kryjący komorę grobową Żeleńskich, założony przez pułkownika Marcjana Żeleńskiego w 1787 roku. Na kopcu stoi pięciometrowej wysokości obelisk, wykonany z kamienia ciosowego, na którego szczycie umieszczona jest również kamienna urna. Wokół kopca zachowało się kilka nagrobków: klasycystyczny sarkofag Ludwika Dębickiego (syna), oficera wojsk polskich, postument z kolumną, na której umieszczona jest urna-grób Ludwika Dębickiego (syna), autora książki o powstaniu listopadowym, zmarłego w 1843, groby Joanny Aramowej i Karoliny Kempińskiej. Kilka cennych nagrobków nie posiada napisów, na jednym z nich umieszczony jest drewniany, rzeźbiony krzyż, wsparty na drewnianej kolumnie. Kilka lat temu cmentarzyk został odrestaurowany (m.in. z powrotem ustawiono na kopcu obelisk, który się przewrócił w 1972).